# 在パラグアイ日本国大使館
在パラグアイ日本国大使館（スペイン語: Embajada del Japón en Paraguay / Embajada de Japón en Paraguay、英語: Embassy of Japan in Paraguay）は、パラグアイの首都アスンシオンにある日本の大使館。

## 沿革
- 1919年11月17日、日本とパラグアイの間で貿易協定が調印されたことにより、両国の外交関係が開設される[1]
- ブエノスアイレスの在アルゼンチン日本帝国公使館が在パラグアイ日本帝国公使館（在パラグァイ日本帝国公使館[2]）の兼轄を開始する
- 1942年1月28日、パラグアイが日独伊との外交関係を破棄する[3]
- 1945年2月7日、パラグアイが日独に対して宣戦布告する[3]
- 1945年8月15日、第二次世界大戦の敗戦により大日本帝国が崩壊[4]
- 1952年4月28日、サンフランシスコ平和条約の発効により日本国が独立、パラグアイも同条約締結国のうちの一国[5]
- 1953年1月15日、パラグアイがサンフランシスコ平和条約を批准したことにより二国間関係が再開される（日本は同条約発効前の1951年11月28日に批准済）[6]
- 1956年3月16日、在パラグアイ日本国公使館（在パラグァイ日本国公使館[2]）の設置が定められる[7]
- 1961年3月31日、アスンシオンの公使館が在パラグアイ日本国大使館（在パラグァイ日本国大使館[2]）に昇格する[8]
- 2019年、日本・パラグアイ外交関係樹立100周年を記念して、アスンシオンの大使館が日本映画上映会や雅楽公演などの各種イベントを主催する[9]

## 所在地
| 日本語           | アスンシオン市ロペス元帥通り2364番地     |
| スペイン語・英語 | Avenida Mariscal López Nº 2364, Asunción |

## 管轄地域
アスンシオン、アルト・パラグアイ県、アルト・パラナ県、アマンバイ県、ボケローン県、カアグアス県、カニンデジュ県、中央県、コンセプシオン県、コルディエラ県、グアイラ県、パラグアリ県、プレシデンテ・アイェス県及びサン・ペドロ県を管轄。